# Góra (gmina w powiecie warszawskim)
Góra (od 1952 Janówek) – dawna gmina wiejska istniejąca w latach 1867–1952 w Warszawskiem. Przed wojną siedzibą władz gminy była Góra, a po wojnie Janówek I.

## Historia
Gmina Góra  powstała 13 stycznia 1867 roku w związku z reformą gminną w Królestwie Polskim. Należała do powiatu warszawskiego w guberni warszawskiej.
W okresie międzywojennym gmina Góra należała do powiatu warszawskiego w woj. warszawskim.
15 października 1937 w gminie Góra utworzono gromadę Suchocin z części gromady Skierdy.
Podczas II wojny światowej prawie w całości włączona do III Rzeszy, oprócz gromad Derlacz, Kałuszyn, Olszewnica Nowa, Olszewnica Stara, Skrzeszew i Topolina, które pozostały w Generalnym Gubernatorstwie i zostały włączone do gminy Jabłonna.
Po wojnie gmina zachowała przynależność administracyjną sprzed wojny.
1 lipca 1952 gmina została zniesiona przez przemianowanie jednostki na gminę Janówek; równocześnie ze znoszonej gminy Góra wyłączono gromady Derlacz, Kałuszyn Skrzeszew i Topolina, które weszły w skład nowej gminy Skrzeszew; ponadto część obszarów znoszonej gminy przyłączono do Nowego Dworu Mazowieckiego. W dniu powołania gmina Janówek była podzielona na 13 gromad.
Uwaga: do 1939 w ówczesnym woj. warszawskim istniały 2 gminy o nazwie Góra – drugą była gmina Góra w powiecie rawskim.